# 링겔만 효과

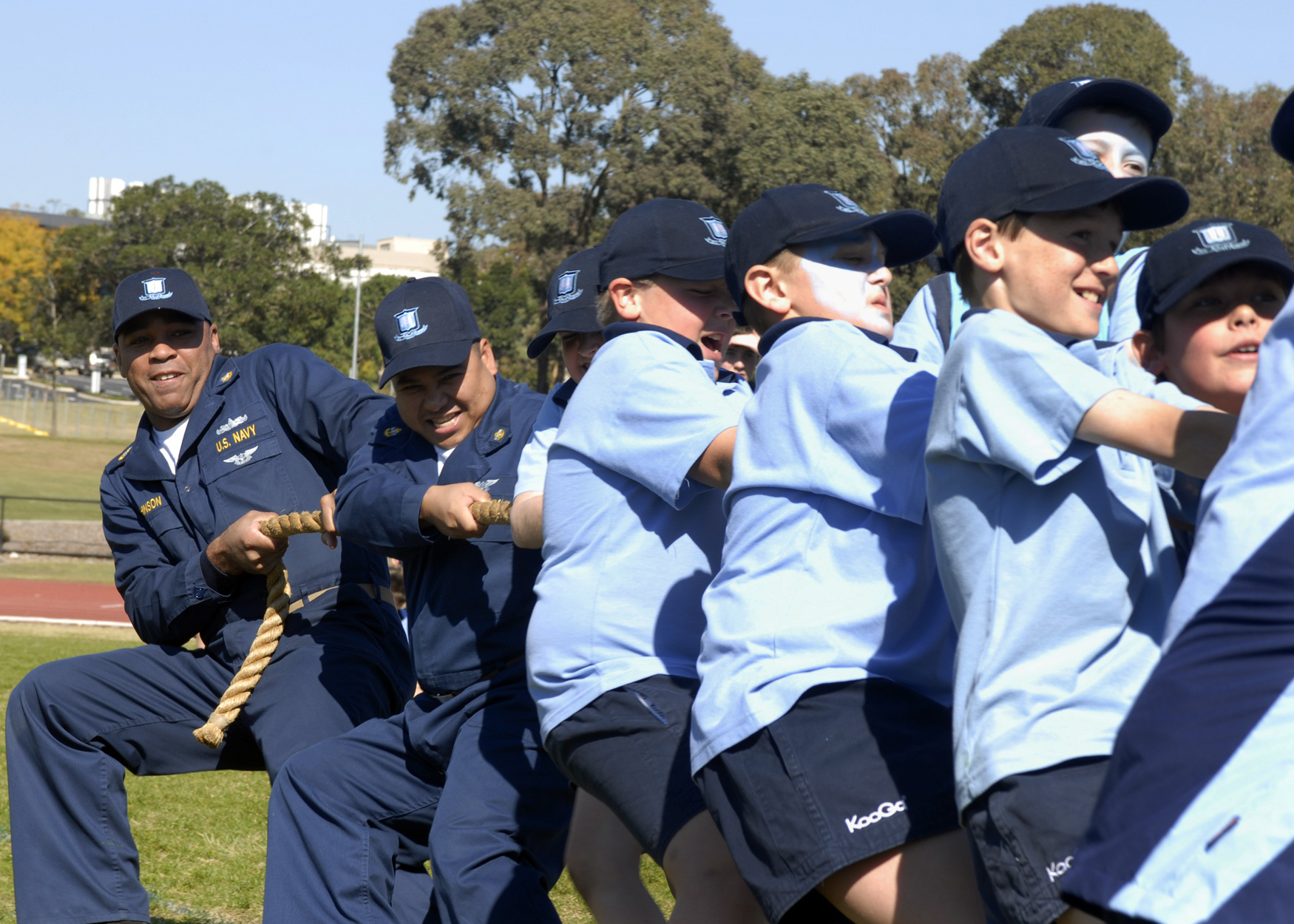
줄다리기는 링겔만 효과의 표현으로 종종 사용된다. 일에 투입되는 사람 수가 많을수록 평균 성능은 감소하며 개별 참가자는 자신들의 노력이 중요하지 않다고 느끼는 경향이 생기게 된다.

링겔만 효과(Ringelmann effect)는 단체의 구성원 개개인이 자신들의 단체의 크기가 증가하면서 덜 생산적으로 변화되는 경향을 의미한다. 프랑스의 농공학자 막시밀리앙 링겔만(1861–1931)이 발견한 이 효과는 단체의 규모와 업무 완수를 위한 단체 구성원 개개인의 기여의 크기 사이에 존재하는 역관계를 설명한다.
프로세스 손실(예: 성과 효율성의 감소)과 단체의 생산성 간 관계를 연구한 링겔만은 단체에 참여하는 사람이 늘어날수록 단체는 점차 비효율적으로 변해가며 궁극적으로 단체의 효력과 팀의 참여가 구성원 간 노력으로 이어진다는 개념을 위반한다는 것을 발견하였다.

## 같이 보기
- 방관자 효과